# 2496 Фернандус
2496 Фернандус (2496 Fernandus) — астероїд головного поясу, відкритий 8 жовтня 1953 року.
Тіссеранів параметр щодо Юпітера — 3,688.